# Fazekas Patrik
Fazekas Patrik (Mosonmagyaróvár, 1945. március 29. – Budapest, 2007. május 16.) fizikus, a Magyar Tudományos Akadémia levelező tagja (2007).

## Életpályája
Édesapját nem sokkal születése után egy koncepciós perben bebörtönözték, édesanyja nehéz körülmények között egyedül nevelte. Kiváló matematika- és fizikatudása már a középiskolai években sikereket hozott neki. Érettségi után az ELTE TTK fizikus szakára iratkozott be, ahol 1968-ban szerzett kitüntetéses oklevelet. Érdeklődése már hallgató korában az elméleti szilárdtestfizika felé vezette. Diplomamunkáját a hatvanas években felmerült Kondo-problémával kapcsolatos témáról írta.  
A diploma megszerzése után a Központi Fizikai Kutatóintézet Zawadowski Alfréd által vezetett elméleti szilárdtest-fizikai csoportjában kezdte munkáját, ahol diplomamunkáját is készítette, ez maradt szinte egyetlen munkahelye haláláig, noha az intézet szervezete, neve többször változott, közben másodállásban egyetemi tanárként a Budapesti Műszaki és Gazdaságtudományi Egyetem fizikai intézetében is tevékenykedett, de eközben többször is töltött hosszabb időt, éveket, külföldi egyetemeken vagy kutatóintézetekben, de külföldi munkavállalásai után mindig ide tért vissza.  
1972 és 1974 között két évig a cambridge-i egyetemen volt posztdok, 1980 és 1984 között négy évig, majd 1988 és 1991 között három évig a kölni egyetemen dolgozott kutatóként, 1991 és 1993 között pedig két évig a trieszti SISSA tudományos munkatársa volt. Különösen élénkek voltak tudományos kapcsolatai japán kutatókkal. Több közös kutatási programnak volt a magyar vezetője. 1972-ben egyetemi doktori címet, majd 1978-ban a kandidátusi fokozatot szerzett. Tíz év múlva, 1988-ban lett a fizikai tudomány doktora. 2004-ben az Akadémia XI. osztálya fizikai fődíj kitüntetésben részesítette. A 2007. évi tagválasztás alkalmából lett az Akadémia levelező tagja. 
Kutatómunkája mellett szívesen oktatott; az ELTE-n részt vett a rendes szilárdtestfizika-kurzus oktatásában is, ahol előbb címzetes docensi, 1991-ben pedig címzetes egyetemi tanári kinevezéssel tüntették ki. 1998-ban kapott egyetemi tanári kinevezést a BME-re. Különösen a mágnességről tartott előadásai jelentettek új színt. Előadását, mint egész személyiségét, az összeszedettség, rendszeresség, megbízhatóság jellemezte. Erről voltak híresek külföldön tartott kurzusai is. Hosszabb munkavállalásai alatt a kölni egyetemen, illetve a trieszti SISSA-ban tartott rendes egyetemi, illetve doktoranduszoknak szánt előadásokat. Emellett a lausanne-i és a marburgi egyetem is meghívta rövidebb kurzusokra.
2007. május 16-án, 63 évesen hunyt el.

## Munkássága
Notes on Electron Correlations and Magnetism címmel 1999-ben a World Scientific (Szingapúr) kiadónál megjelent könyve mellett legismertebb munkája cambridge-i tartózkodása idején született. A később Nobel-díjat kapott P.W. Anderson munkatársaként dolgozott azon a problémán: mi lehet a háromszögrács rácspontjaiba helyezett spinek alapállapoti konfigurációja, ha azok antiferromágnesesen vannak csatolva.
Hosszú időn keresztül foglalkozott a vegyértékfluktuáló állapot, és ennek határeseteként a nehéz fermionos állapot kialakulásának kérdésével. Formálisan ez a korrelált többsávmodellek tárgyalását igényli, s ma már világosan látható módon összefügg az itineráns ferromágnesség és az orbitális rendeződés problémájával is. Ezen a területen leglényegesebb eredménye az a felismerés, hogy a nehéz fermionok "könnyű" fermionokba való átmenetének a Fermi-térfogat ugrásával, s ennek folyományaként a lokalizált szabadsági fokok közötti effektív kölcsönhatások megváltozásával kell együtt járnia. Külföldi kollégáival (A. Müller-Hartmann és S. Doniach) dolgozta ki a Kondo- rácsok fázisdiagramját.
A sokrészecskerendszerek elméletéhez adott lényeges hozzájárulása az eredetileg Gutzwiller által bevezetett variációs módszer többirányú továbbfejlesztése. Elsőként használta a módszert a rácshelyek közötti kölcsönhatás figyelembevételére, majd kölcsönható elektronok több, egymással hibridizálódó sávjának szisztematikus leírására, s végül a Kondo-rács formálisan lokalizált szabadsági fokainak a Luttinger-tétel által megkövetelt úgynevezett nagy Fermi-tengerbe való beolvasztására. Munkáinak elismertségét jelzi, hogy felkérésre ő írta meg azon 10 cikk egyikét, melyek a Gutzwiller-Festschrift elektronrendszerekről szóló kötetében jelentek meg.
Munkáinak elismertségét jelzi, hogy felkérésre ő írta meg azon 10 cikk egyikét, melyek a Gutzwiller-Festschrift elektronrendszerekről szóló kötetében jelentek meg.